# Kapela Kraljevega kolidža, Cambridge
Kapela Kraljevega kolidža (angleško King's College Chapel) je kapela na Kraljevi akademiji Univerze v Cambridgeu in velja za enega najlepših primerov pozne (perpendikularne) gotske angleške arhitekture. Kapela je bila zgrajena v več fazah pod nizom angleških kraljev od leta 1446 do 1515, obdobje, ki ga je zaznamovala Vojna med belo in rdečo rožo. Velika vitražna okna niso bila končana do leta 1531. Njena zgodnja renesančna pregrada z razpelom je bila zgrajena v letih 1532 - 1536. Kapela je aktivna hiša čaščenja in sedež zbora King College Choir. Kapela je pomembna turistična znamenitost in predstavlja simbol mesta Cambridge. 

## Zgradba kapele
Kapelo je naročil Henrik VI. in določil tudi dimenzije kapele. Arhitekt kapele je sporen. Reginald Ely (angleški gotski arhitekt), ki je bil imenovan leta 1444 kot vodja kamnosekov, je možen arhitekt kapele. Nicholas Close (ali Cloos) je bil zabeležen kot geodet, ki je bil v tistih časih sinonim za arhitekta.  Temeljni kamen kapele je položil sam Henrk VI. na dan sv. Jakoba, 25. julija 1446, medtem ko so kolidž začeli graditi leta 1441. Do konca vladavine Riharda III. (1485), je bilo kljub vojni, končanih pet oken in postavljen les za streho. Henrik VII. je gradbišče obiskal leta 1506, plačal za delo, ki se je nadaljevalo in celo zapustil denar za nadaljevanje po svoji smrti. Leta 1515, v času Henrika VIII., je bila stavba končana, vendar so manjkala še velika okna.
Kapela ima skupno dolžino 88 m, širina glavne ladje je 12 m. Notranjost ima višino 24 m, zunanja višina je 29 m.  Korna pregrada jo deli na dva dela: ladjo in kor. Ima največji pahljačasti obok na svetu, zgrajen med letoma 1512 in 1515, ki ga je izdelal zidarski mojster John Wastell. V Kapela ima tudi lepe srednjeveške vitraže in nad oltarjem Rubensov Poklon treh kraljev, prvotno naslikan leta 1634 za samostan belih nun v Leuvenu v Belgiji in ki jo je doniral A. E. Allnart leta 1961. Slika je bila nameščena v kapelo leta 1968, ko je bila izvedena obnova dela prezbiterija, ki vodi do glavnega oltarja na prvotno raven (prehod, ki ga je izdelal James Essex leta 1774). 
Med državljansko vojno je bila kapela uporabljena kot prostor za usposabljanje vojakov Olivera Cromwella. Ni utrpela večje škode, verjetno zato, ker je Cromwell sam ukazal, da je treba paziti. Grafiti, ki so jih zapustili vojaki so še vedno vidni na severni in južni steni v bližini oltarja. Med drugo svetovno vojno je bila večina vitražev odstranjena in kapela spet ni bila poškodovana. 

## Velika okna
Okna v Kraljevi kapeli so med najimenitnejšimi na svetu iz te dobe. Tukaj je 12 velikih oken na vsaki strani kapele in večji okni na vzhodem in zahodnem koncu (skupaj 26 oken). Z izjemo zahodnega okna so vsa izdelali flamski rokodelci v letih 1515 - 1531. Barnard Flower je bil prvi tujec imenovan za kraljevega steklarja in je izdelal štiri okna. Gaylon Hone s tremi partnerji (dva angleška in en flamski) so odgovorni za vzhodna okna in 16 drugih, izdelana med letoma 1526 in 1531. Zadnja štiri sta naredila Francis Williamson in Symon Symondes. Eno sodobnejše okno je na zahodni steni, izdelala ga je družba Clayton in Bell leta 1879.

## Pregrada z razpelom
Ta velika, lesena hrastova pregrada, ki ločuje cerkveno ladjo od prezbiterija (kora), je bila zgrajena v letih 1532 - 1536. Kralj Henrik VIII. jo je naročil v čast svoji poroki v Anne Boleyn. Razpelo je primer zgodnje renesančne arhitekture in je presenetljiv kontrast pravokotni gotski kapeli. Sir Nikolaus Pevsner pravi, da je to eno »najlepših del italijanskega oblikovanja ohranjeno v Angliji«.  Nad pregrado stojijo orgle.

## Sedanja uporaba
Kapela se aktivno uporablja kot kraj čaščenja in tudi za nekatere koncerte in študentske prireditve. Pomembnejši dogodek kolidža je letni koncert King's College Music Society, ki poteka vsak ponedeljek v maju. Ta dogodek je zelo priljubljen med študenti, diplomanti in obiskovalci mesta, ne nazadnje tudi zaradi brezplačnih jagod s smetano in šampanjcem, ki sledijo koncertu, zunaj na Back Lawn. 
Kapela ima čudovito akustiko. Svetovno znan zbor, Chapel choir, je sestavljen iz znanstvenikov, študentov in profesorjev ter pevcev in pevk bližnjih šol, dirigira mu Stephen Cleobury. Zbor poje večino dni v letu, izvaja koncerte in omogoča snemanja in prenose.
Zlasti je pomemben prenos božičnih pesmi na BBC iz kapele na božični večer, ko solo sopran poje prvi verz »Enkrat v kralja Davida mestu«. Poleg tega obstaja mešani pevski zbor študentov in študentk, King's Voices, ki poje pesmi ob ponedeljkih v času šolskega leta.
Kapela na splošno velja za simbol Cambridga in je v logotipu mestnega sveta.

## Dekan kapele
Dekan kapele je odgovoren Svetu kolidža in upravnemu organu za vodenje storitev v Kapeli. Kraljeva kapela, tako kot drugi kolidži v Cambridgu, formalno ni del strukture angleške Cerkve, ampak ima dekan licenco škofa Ely-ja. Tako si on in duhovnik delita delo: vsak je običajno prisoten na delu šest dni na teden, v celotnem mandatu in vsak pridiga enkrat ali dvakrat v tem času. Kapelo vodi odbor, ki mu predseduje dekan, ki ureja tudi angažiranje in uporabo pevskih zborov. 